# Gedit
gedit – edytor tekstu oparty na bibliotece GTK+. Należy do projektu GNOME (dlatego nazwa zaczyna się od litery „g”). Zapewnia kolorowanie składni.
Od innych linuksowych edytorów tekstu odróżniają go karty, dzięki którym można edytować wiele plików w ramach jednorazowo uruchomionego programu. gedit zapewnia pełną integrację ze środowiskiem GNOME.
gedit jest częścią wielu dystrybucji systemu operacyjnego GNU/Linux, takich jak Debian GNU/Linux i Fedora. Od grudnia 2008 roku jest również dostępny dla użytkowników systemów Microsoft Windows.